# Statens håndverks- og kunstindustriskole
Statens håndverks- og kunstindustriskole, var en norsk högskola för konstnärlig utbildning, framför allt av konsthantverkare.
Statens håndverks- og kunstindustriskole bildades 1818, från 1822 benämnd Den kongelige Tegne- og Kunstskole i Christiania, omorganiserad 1869 med det förenklade namnet Den kongelige Tegneskole. År 1911 fick skolan sitt slutgiltiga namn (också kallad Tegneskolen och Kunst- og håndverksskolen).
Skolan fick ställning som högskola 1981 och sammanslogs med andra högkolor för konstnärlig utbildning till Kunsthøgskolen i Oslo 1996. Den utbildning som tidigare bedrevs inom SHKS ligger nu inom Fakultet for visuell kunst och Fakultet for design. Undervisningen bedrivs i den tidigare SHKS-byggnaden vid Ullevålsveien 5.